# Zofia Galicówna-Kamińska
Zofia Galicówna-Kamińska (ur. 14 lutego 1909 w Zakopanem, zm. 6 sierpnia 1998 tamże) – polska taterniczka, prawdopodobnie pierwsza Polka, która weszła na Mytikas.

## Życiorys
Była prawnuczką Szymona Tatara. W 1938 lub 1939 wyszła za mąż za Zdzisława Kamińskiego, szwagra taterniczki Wandy Kamińskiej.
W 1929 zdała maturę zdała w gimnazjum w Zakopanem. Studiowała w Wyższej Szkole Handlowej w Warszawie.
Do Klubu Wysokogórskiego przeszła z Sekcji Tatrzańskiej AZS Kraków. Taternictwo uprawiała szczególnie w latach 1928–1930, m.in. z Wiesławem Stanisławskim. Wspinaczkę wysokogórską uprawiała z przyjaciółką Hanną Jędrzejewską oraz z Marzeną i Lidą Skotnicównami. Hanna Jędrzejewska nazwała ją „jedną z najlepszych, o ile nie najlepszych polskich taterniczek”.
W lipcu 1940 z mężem, zapewne jako pierwsi Polacy, weszli na główny wierzchołek greckiego Olimpu – Mytikas (2917 m).
W 1940 małżonkowie zamieszkali na stałe w Anglii. Po 1945 odwiedzali Zakopane. Chodzili po Alpach, Pirenejach i górach poza Europą.
W 1993 Galicówna-Kamińska wróciła do Polski. Na kilka lat zamieszkała u Wandy Kamińskiej. Ostatnie lata życia spędziła w Zakopanem.
Została pochowana w grobowcu rodziny Galiców na Nowym Cmentarzu w Zakopanem.